# Marcel Bessis
Pour les articles homonymes, voir Bessis.
Marcel Bessis, né le 15 novembre 1917 à Tunis et mort le 28 mars 1994 à Paris 5e, est un médecin et universitaire français.

## Biographie
Il fait ses études au lycée Janson-de-Sailly et à la Faculté de médecine de Paris. En 1937, il devient externe des hôpitaux de Paris. Il débute dans le laboratoire de Henri Rouvière, professeur d'anatomie. Il a comme condisciples Jean Dausset et Gabriel Richet.
Pendant la Seconde Guerre mondiale, engagé volontaire, il fait la campagne d'Italie en tant que médecin militaire, et propose pour la première fois de traiter certains blessés par la technique d'exsanguino-transfusion, consistant dans le remplacement total du sang de l'organisme.
En 1944, il devient docteur en médecine. En 1945, il approfondit ses études médicales et devient l'élève d'Arnault Tzanck, le créateur du Centre de transfusion sanguine. En 1946, à l’hôpital Saint-Antoine, il rencontre Jean Bernard, qui deviendra un très grand spécialiste des maladies du sang. Marcel Bessis est l'un des premiers à donner une description de la maladie Rhésus, responsable de l'anémie des nouveau-nés appelée maladie hémolytique du nouveau-né. Il propose un traitement de cette maladie par exsanguino-transfusion.
De 1946 à 1949, il suit les cours d'Emmanuel Fauré-Fremiet sur la cellule et d'Antoine Lacassagne sur le cancer au Collège de France. Marcel Bessis devient un spécialiste en cytologie et étudie le rapport entre la structure de la cellule et sa fonction ainsi que les influences extérieures sur la cellule.
En novembre 1947, à l'hôpital Hérold, Marcel Bessis et Jean Bernard obtiennent pour la première fois une rémission dans un cas de leucémie aiguë. Jean Bernard a l'idée de modifier le « milieu intérieur » (concept de Claude Bernard) et Marcel Bessis apporte la technique de l'exsanguino-transfusion.
De 1947 à 1961, il est directeur des laboratoires de recherche du Centre national de transfusion sanguine. En 1961, il obtient l'agrégation de médecine. De 1961 à 1985, il enseigne à la Faculté de médecine de Paris et, à partir de 1972, à l'université de Paris Sud. De 1966 à 1985, il est directeur de l'unité Inserm 48 de pathologie cellulaire. En 1979, il est élu membre de l'Académie des sciences dans la section de biologie humaine et sciences médicales. À partir de 1986, il est directeur du Centre d'écologie cellulaire à la Salpêtrière.

## Décorations
- Chevalier de la Légion d'honneur[Quand ?]
- Commandeur de l'ordre national du Mérite
- Officier de l'ordre des Arts et des Lettres

## Distinctions
- 1948 : prix Roy-Vaucouloux de l'Académie des sciences
- 1949 : prix de la Fondation Jansen de l'Académie de médecine
- 1952 : prix de la Ville de Paris de l'Académie de médecine
- 1959 : prix Monthyon de médecine et de chirurgie de l'Académie des sciences
- 1960 : grand prix de la Société internationale d'hématologie, Fondation Henry Stratton. (Tokyo)
- 1964 : grand prix de l'American College of Physicians (Atlantic City)
- 1977 : prix scientifique de la Fondation de France
- 1978 : grand prix des sciences chimiques et naturelles
- 1978 : grand prix du CEA

## Publications
- Hématologie clinique, en collaboration avec Jean Bernard, Masson, 1958
- Naissance, vie et mort des globules rouges, 1966
- Cellules du sang, 1972